# Leszno Dworzec Mały
Leszno Dworzec Mały – zlikwidowana stacja kolejowa położona w Lesznie. Znajdowała się przy ulicy Dworcowej w odległości około 350 metrów od głównego dworca.
11 czerwca 1914 roku z udziałem Królestwa Prus, Prowincji Poznańskiej, powiatów: leszczyńskiego, górowskiego, ścinawskiego oraz miast: Góra, Ścinawa i Chobienia, a także, z należącym do Lenz Co, Kolejowym Towarzystwem Budowlanym, założono Leszczyńsko – Górowsko – Ścinawską Kolej Małą Towarzystwo Akcyjne z siedzibą w Górze.
Pierwszy przejazd pasażerski na niemal 60 kilometrowej trasie z Leszna przez Górę do Krzelowa miał miejsce 15 września 1916 roku. Linia wiodła w kierunku południowym równolegle do torów linii nr 271 Wrocław Główny – Poznań Główny przez nieistniejącą już dziś leszczyńską stację Leszno Zaborowo. Następnie przekraczała granicę prowincji Dolny Śląsk i wiodła dalej krzyżując się w Sławęcicach z państwową linią Bojanowo – Odrzycko. Od tego momentu tory biegły równolegle do siebie mając jednocześnie osobne dworce w Sławęcicach i Górze. Za Górą linie kierowała się w kierunku Odry i biegła wzdłuż niej, aż do Ścinawy. W Krzelowie osiągała linię kolei legnicko-rawickiej, która prowadziła przez Ścinawę do Legnicy.
Po wysadzeniu mostu na Kopanicy w czasie powstania wielkopolskiego, linia stała się nieprzejezdna. Poza tym po odzyskaniu przez Polskę niepodległości w 1918 roku, pomiędzy Laskową a Chróściną (niem. Kraschen) przebiegać zaczęła granica państwowa pomiędzy Polską a Niemcami. Od 17 stycznia 1920 roku linia na trasie Leszno – Laskowa nie była używana, a w 1922 rozebrana, na co wskazują nigdy nie wznowione kursy do Leszna, nawet podczas niemieckiej
okupacji w czasie II wojny światowej.
Podróż z Leszna do Krzelowa zajmowała według rozkładu z 1917 roku 3 godziny. Średnia prędkość pociągu wynosiła zatem 20 km/h.
Linia Leszno – Krzelów obsługiwana była przez 4 parowozy serii T3, 1 wagon spalinowy, 5 wagonów osobowych i 2 wagony bagażowe. Poza tym, linia obsługiwała pociągi towarowe.
Po likwidacji linii i dworca budynek został adaptowany do innych celów. W okresie PRL znajdował się tam m.in. zakład fryzjerski oraz gabinet stomatologiczny.